# Варламівський заказник
Варла́мівський зака́зник — ландшафтний заказник місцевого значення в Україні. Об'єкт природно-заповідного фонду Дніпропетровської області. 
Розташований у межах Юр'ївського району Дніпропетровської області, на північний схід від села Жемчужне, поблизу села Варламівка.
Площа 801,34 га. Статус надано згідно з рішенням облради від 3 лютого 2012 року № 247-11 VI. Перебуває у віданні Юр'ївської райдержадміністрації. 
Статус надано для збереження природного комплексу в долині річки Мала Тернівка та її притоки — річки Литовщина. На заплавних луках і схилах долини виявлено понад 300 видів судинних рослин, з яких 3 види занесені до Червоної книги України. Тут зростають: белевалія сарматська, гіацинтик блідий, рястка Буше, рястка Коха, півники солелюбні, півники карликові, ковила волосиста, ковила Лессінга тощо.